# São Bento do Tocantins
São Bento do Tocantins é um município brasileiro do estado do Tocantins. Localiza-se a uma latitude 06º01'13" sul e a uma longitude 47º54'08" oeste, estando a uma altitude de 230 metros. Sua população estimada em 2004 era de 3 227 habitantes.
Possui uma área de 1437,61 km².